# Abraham Puls

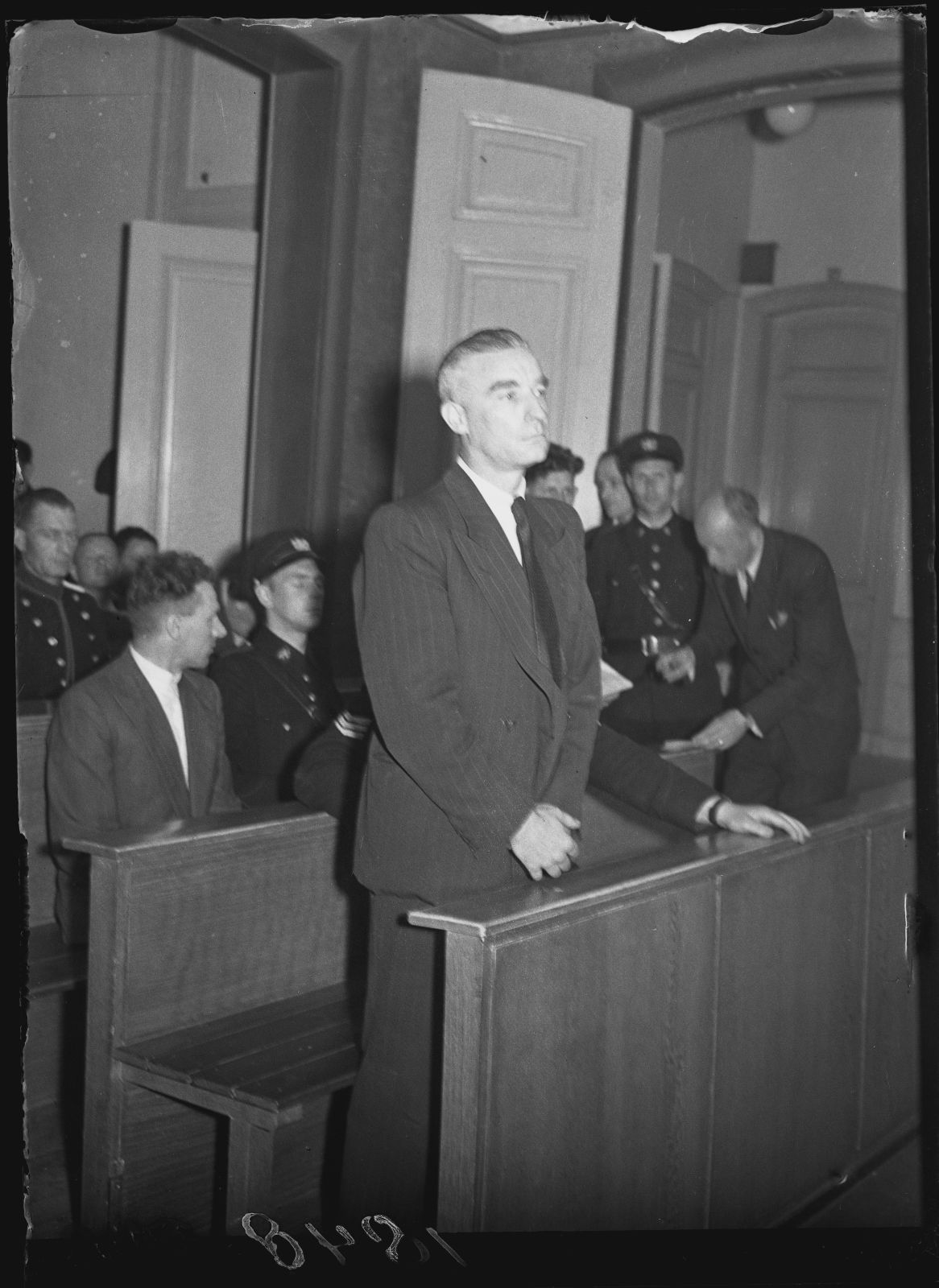
Abraham Puls vor Gericht, 1947

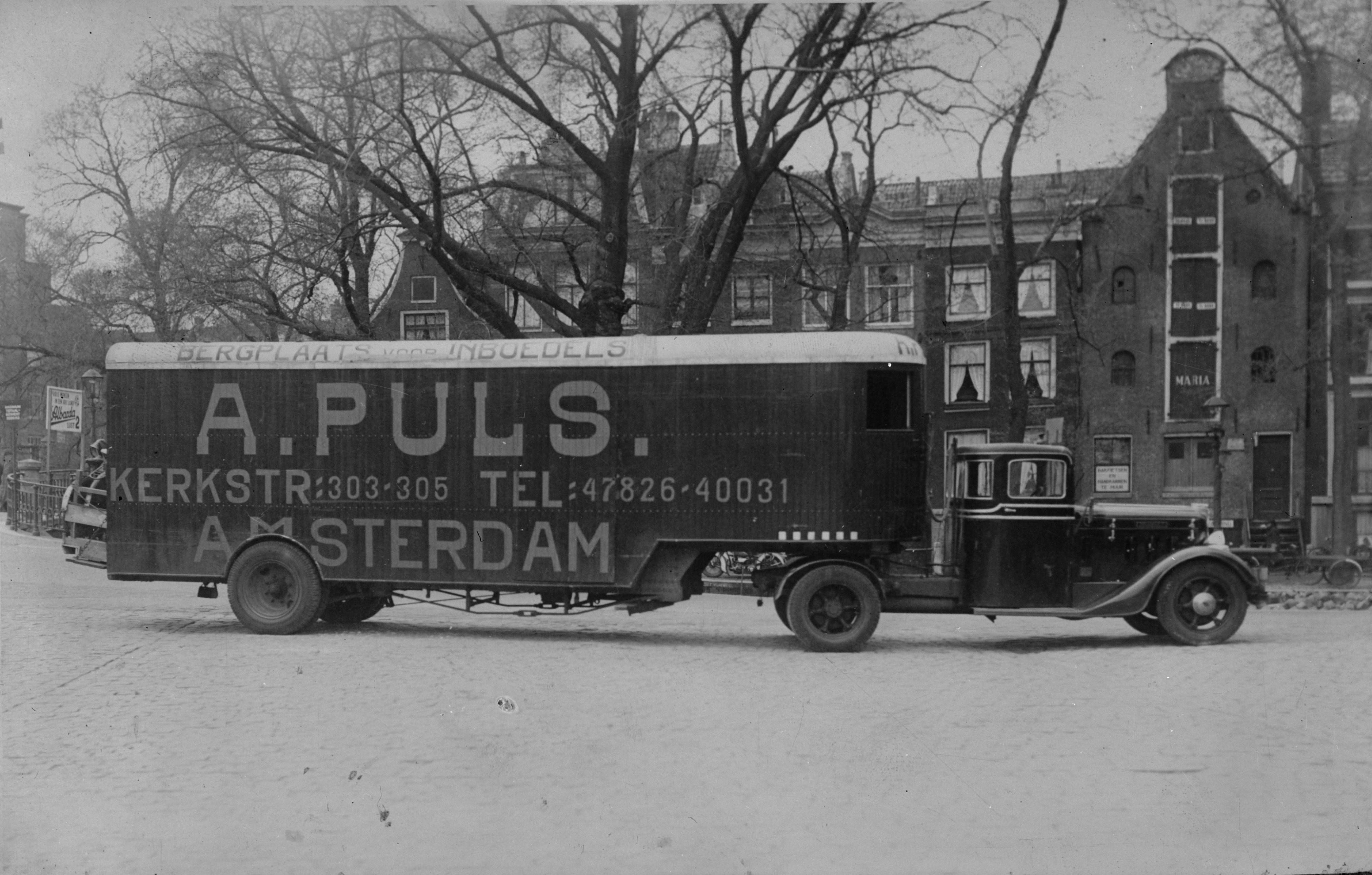
Ein Lastwagen der Firma Puls

Abraham Puls (* 1. September 1902 in Amsterdam; † 1975) war ein niederländischer Unternehmer während des Zweiten Weltkriegs. Auf seinen Namen geht im Niederländischen das umgangssprachliche Verb „pulsen“ für das Leerräumen von Wohnungen Deportierter zurück.

## Leben
Abraham Puls betrieb eine Spedition in Amsterdam. Ab 1934 gehörte er der NSB an. Der Vater dreier Kinder wurde regelmäßig vom Einsatzstab Reichsleiter Rosenberg und der Hausraterfassungsstelle damit beauftragt, die Wohnungen deportierter Juden und anderer Opfer der Nationalsozialisten leerzuräumen und deren Besitz abzutransportieren und bereicherte sich dabei. Laut dem Historiker Loe de Jong wurden mindestens 29.000 jüdische Wohnungen leergeräumt.
Auch das „Anne-Frank-Haus“ in der Prinsengracht 263, in dessen Hinterhaus sich die Familien Frank, van Pels sowie der Zahnarzt Fritz Pfeffer versteckten, wurde wenige Tage nach der Festnahme der Untergetauchten „gepulst“.
Nach seiner Festnahme am 7. Mai 1945 wurde Puls vor Gericht gestellt. Am 4. Juni 1947 wurde ein Todesurteil gegen ihn gefällt, das 1949 in eine lebenslange Haftstrafe umgewandelt wurde. Diese wiederum wurde am 25. Mai 1959 auf 24 Jahre verkürzt.